# Cot Mane (Jeumpa)
Cot Mane is een bestuurslaag in het regentschap Aceh Barat Daya van de provincie Atjeh, Indonesië. Cot Mane telt 1157 inwoners (volkstelling 2010).